# Andrus Veerpalu
Andrus Veerpalu (n. 8 februarie 1971, Pearnu, RSS Estonă, URSS) este un schior de fond ce a reprezentat Estonia, medaliat olimpic. A participat la 6 ediții ale Jocurilor Olimpice (1992, 1994, 1998, 2002, 2006, 2010) în care a câștigat două medalii de aur și o medalie de argint.